# Kanonenhof

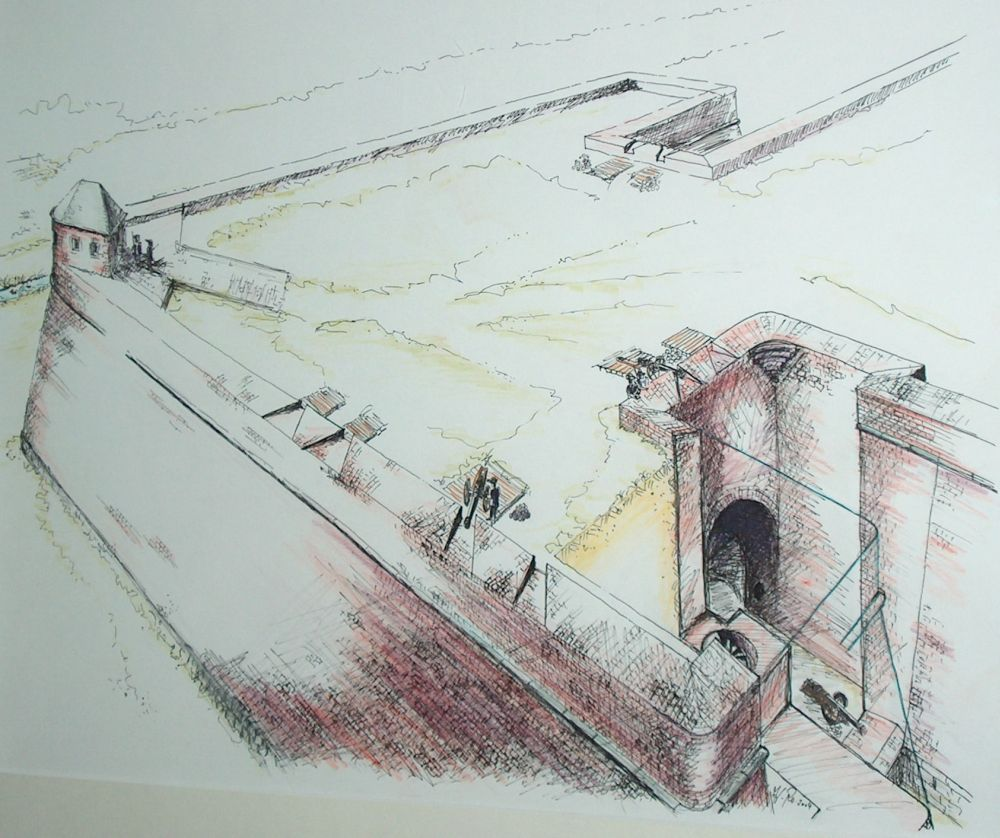
Offener Kanonenhof in der Bastionsflanke (Zitadelle Jülich, 16. Jh.)

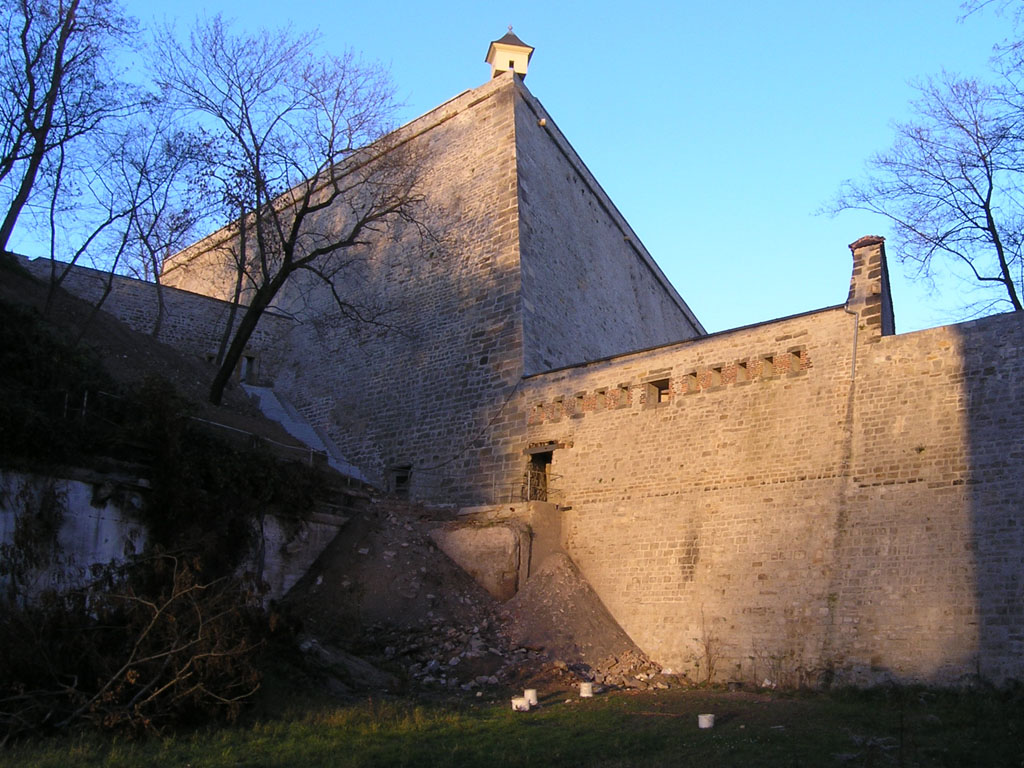
Kanonenhof der Zitadelle Petersberg (erbaut 1830)

Ein Kanonenhof ist eine Geschützstellung in der Flanke einer Bastion. Ihre Aufgabe ist es, die an die Bastion anschließende Kurtine und die Face der gegenüberliegenden Bastion durch Flankierungsfeuer zu schützen und einem Gegner die Annäherung an die Festungsmauern unmöglich zu machen. Gewöhnlich besitzt jede Bastion zwei Kanonenhöfe, die bis zu vier Feueretagen, d. h. übereinander angeordnete Geschützstellungen, aufweisen können. In der Regel liegen sich zwei Kanonenhöfe gegenüber und decken durch ihr Kreuzfeuer die anliegende Kurtine, durch ihr jeweiliges Flankenfeuer die jeweils andere Bastionsface.
Die Erscheinungsformen von Kanonenhöfen sind vielfältig. Manche sind stark gesicherte Werke tief im Innern einer Bastion und durch bombensichere Kasematten, ein zum Schutz vorgezogenes Bastionsohr oder starke Maskenmauern vor Beschuss geschützt, andere sind offene Stellungen auf einem Erdwall. Die jeweilige Erscheinungsform hängt von mehreren Faktoren ab: die Stärke und der Ausbauzustand der Festung, die bei ihrer Konstruktion verwendete Manier, der Entstehungsepoche sowie natürlich die Wichtigkeit des durch den Kanonenhof geschützten Bereiches. Es gibt buchstäblich Dutzende von Spielarten, fast bei jeder Festung und jeder neuen Manier wurde die Konstruktion variiert, das Grundprinzip blieb allerdings immer gleich. Mit dem Veralten des Bastionärsystems Mitte des 19. Jahrhunderts kamen auch die Kanonenhöfe aus dem Gebrauch, traten aber hier und da noch bei modernen Festungswerken auf. Dann trugen sie allerdings meist andere Bezeichnungen.
Geschütze in einem Kanonenhof waren gewöhnlich auf die Bekämpfung von vordringender Infanterie auf kurze und mittlere Entfernung eingerichtet und mit Kartätschen, gehacktem Blei oder für Rikochettierfeuer geladen. Sie waren meist auf feste Schusslinien eingestellt und wurden nur selten bewegt.